# Мейвис Дориъл Хей
Мейвис Дориъл Хей (на английски: Mavis Doriel Hay) е английска писателка на произведения в жанра криминален роман и документалистика. Пише и под псевдонима М. Дориъл Хей. Писателката е сред най-ярките автори от „Златната ера“ на британската криминална проза.

## Биография и творчество
Мейвис Дориъл Хей е родена на 12 февруари 1894 г. в Потерс Бар, Мидълсекс, Англия. В периода 1913 – 1916 г. следва в колежа „Сейнт Хилда“ на Оксфордския университет.
През целия си живот тя се интересува от индустрията и занаятите в селските райони на Великобритания. В края на 20-те години на миналия век си сътрудничи с Хелън Елизабет Фицрандолф по поредица от творби, спонсорирани от Института за икономика на селското стопанство на Оксфордския университет, изследвайки селските занаяти в Англия и Уелс. Първата им книга „Rural Industries of England and Wales“ (Селски индустрии на Англия и Уелс) е издадена през 1929 г.
През 1929 г. се омъжва за Арчибалд Фицрандолф, брат на Хелън Фицрандолф, син на богат канадски банкер и собственик на дъскорезници.
Скоро след сватбата тя решава да започне да пише криминални романи ползвайки писателското правило „Описвай познатото“. Първият ѝ роман „Убийство в метрото“ е издаден през 1934 г. По това време тя и съпругът ѝ живеят на „Белсайз Лейн“ в Северен Лондон: едва на стотина метра от мястото, където е извършено престъплението в книгата. Книгата е много успешна и я прави известна. Вторият ѝ роман „Смърт край реката“ от 1935 г. също постига успех. След издаването на третия ѝ роман „Убийството на Санта Клаус“ през 1936 г. тя слага край на кариерата си в жанра.
По време на Втората световна война съпругът ѝ загива в самолетна катастрофа, а също и тримата ѝ братя при различни трагични обстоятелства. След войната тя се завръща към изследването на занаятите, като публикува книги под брачното си име Мейвис Фицрандолф. Последната ѝ книга „Quilting“ (Ватиране) е издадена през 1972 г.
Мейвис Дориъл Хей умира на 26 август 1979 г. в Бокс, Глостършър.

## Произведения

### Самостоятелни романи
- Murder Underground (1934 – 1935)
Убийство в метрото, изд.: ИК „Еднорог“, София (2020), прев. Златка Миронова
- Death on the Cherwell (1935)
Смърт край реката, изд.: ИК „Еднорог“, София (2021), прев. Златка Миронова
- The Santa Klaus Murder (1936)

### Документалистика
- Rural Industries of England and Wales (1929) – с Хелън Елизабет Фицрандолф
- 30 Crafts (1950) – като Мейвис Фицрандолф
- Landsman Hay: The Memoirs of Robert Hay, 1789 – 1847 (1953) – като редактор
- Traditional Quilting: Its Story and Practice (1954) – като Мейвис Фицрандолф
- Quilting (1972) – като Мейвис Фицрандолф